# Turan (Buriacja)
Turan (ros. Туран) – wieś w Rosji, w Buriacji, w rejonie tunkińskim. W 2010 liczyła 711 mieszkańców.